# Reforma política espanhola de 1977

Escudo da Espanha (1945-1977)

O processo de reforma política espanhola de 1977 é um conjunto de modificações da legislação franquista, de caráter autoritário, vigente na Espanha até esse momento, as Leis Fundamentais do Reino,  até a entrada em vigor da Constituição de 1978, que convertiu o país num Estado social e democrático de Direito.
A reforma tinha como objetivo reconhecer e garantir o exercício dos direitos fundamentais e as liberdades públicas (fortemente restringidos com a legislação vigente então), legalizar todos os partidos políticos (o único partido legal era a Falange) e permitir aos trabalhadores a sua sindicação e os seus direitos laborais (existia um único sindicato vertical, a Organização Sindical, e o direito a greve não era reconhecido). Esta reforma implicava a aprovação de uma Lei Eleitoral para regular os comícios e a modificação do Código Penal para eliminar os delitos considerados políticos, além de conceder uma anistia aos presos por estes delitos.
A pedra angular do processo foi uma lei com caráter de Lei Fundamental: a Lei para a Reforma Política (Lei 1/1977 de 4 de Janeiro), aprovada a 18 de Novembro de 1976 pelas Cortes Generales e submetida ao Referendum sobre a Lei para a Reforma Política do 15 de Dezembro de 1976, com uma participação de 77% do censo, com 80% de votos a favor. A nova norma determinava o seguinte:
1. Estabelecia o conceito de soberania popular como direito político igual para todos os maiores de 21 anos (nesse momento a maioridade legal).
2. Procedia a criar um sistema bicameral: Congresso dos Deputados e Senado, com um mandato de quatro anos. Os seus membros seriam eleitos por sufrágio universal livre, direto e segredo, exceto uma quinta parte dos senadores que eram designados diretamente pelo rei.
3. Autorizava expressamente o Governo ou o Congresso dos Deputados assim eleito a iniciar uma reforma constitucional, se bem que não indicava textualmente que as Cortes Generales resultantes foram a derrogar o conjunto de Leis Fundamentais que, como bloco constitucional, mantinham a estrutura do regime político proveniente da ditadura. Isto era assim com o fim de não provocar a oposição dos partidários "até a morte" do regime franquista, o chamado búnker.

Contudo, entre Janeiro e Abril de 1977, sucederam-se os expedientes de legalização dos diferentes partidos políticos, entre os que se destaca a criação da União de Centro Democrático como força de centro-direita, liderada pelo então Presidente do governo, Adolfo Suárez, a legalização do Partido Socialista Operário Espanhol em Fevereiro e do Partido Comunista de Espanha em Abril, e a criação de Aliança Popular. Apesar de tudo isso, e do que implicava a reforma, a oposição propugnou a abstenção ao considerar que a reforma era insuficiente e que a ruptura democrática era a única forma de superar o regime.
Em Maio as Cortes foram dissolvidas e convocadas eleições gerais sob o sistema da nova legislação para a 15 de Junho de 1977 que ganhou a UCD com 34,72% de votos, seguida do PSOE com 29,25%, PCE com 9,4%,  AP com 8%. Após o processo eleitoral, uma vez constituído o Congresso e o Senado, procedeu-se a criar a Ponencia Constitucional à que lhe foi encarregue a redação de uma nova Constituição de corte democrático ocidental.
Em Outubro de 1977 foi aprovada a última anistia geral que liberava os últimos presos políticos. Este período coincide parcialmente com o denominado de transição democrática.